# Caso Marco Archer
O Caso Marco Archer é um acontecimento referente à execução do brasileiro Marco Archer Cardoso Moreira (Rio de Janeiro, 1961 — Cilacap, Java, 18 de janeiro de 2015), condenado à pena de morte por tráfico de drogas na Indonésia em 2004, depois de ter sido preso ao tentar entrar no país com 13,4 kg de cocaína dentro dos tubos de uma asa-delta. Durante um breve período, dividiu cela na prisão com outro brasileiro condenado à morte, Rodrigo Gularte. 

## Fuzilamento e repercussão
O brasileiro foi fuzilado na madrugada de 18 de janeiro de 2015, após onze anos de prisão e vários adiamentos da sentença, no complexo penitenciário de Cilacap, na Ilha de Java, a 400 km de Jacarta, capital do país. Sua execução, após serem negados todos os pedidos de clemência feitos pelo governo brasileiro, criou uma crise entre o Brasil e a Indonésia, resultando na chamada ao Brasil do embaixador brasileiro em Jacarta pelo governo da presidente Dilma Rousseff.
Após sua morte, a então presidente do Brasil, Dilma Rousseff, publicou um comunicado afirmando estar indignada e que esta condenação afetara gravemente as relações entre os dois países. Ela chamou o embaixador brasileiro para consultas.
Após a execução, o corpo foi cremado e suas cinzas transportadas para o Brasil. Em 3 de novembro de 2016 estreou o filme Curumim nos cinemas baseado na história de vida de Archer e com videos feitos pelo próprio, que antes de morrer portava uma câmera no corredor da morte e gravou imagens que foram compiladas em um filme dirigido por Marcos Prado.